# Tmarus albolineatus
Tmarus albolineatus là một loài nhện trong họ Thomisidae.
Loài này thuộc chi Tmarus. Tmarus albolineatus được Eugen von Keyserling miêu tả năm 1880.